# ベルチョラリツァ

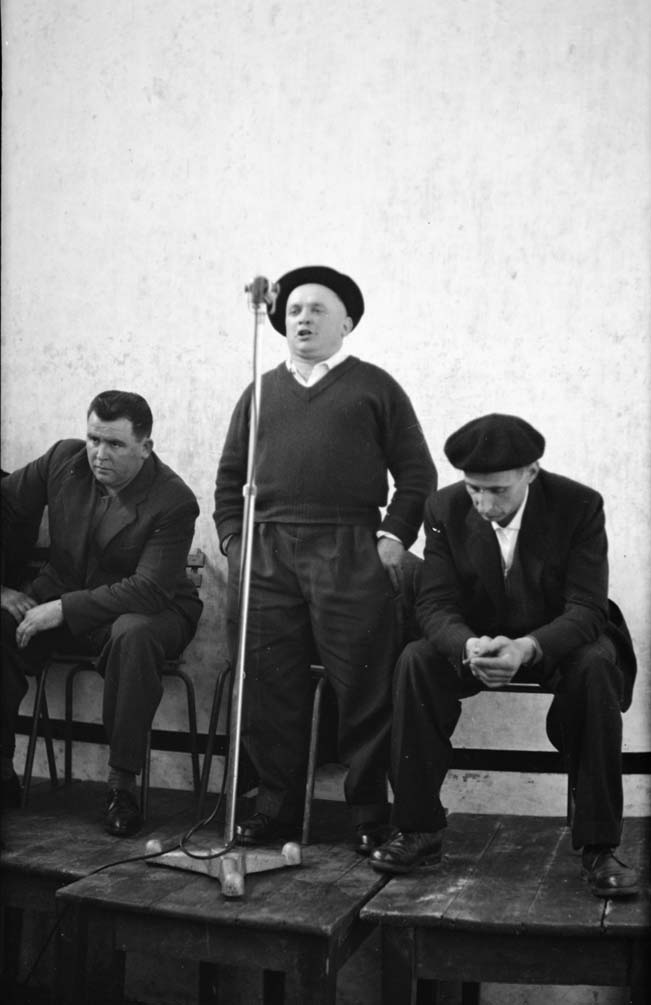
ベルチョを歌うマティン・トレク（1960年）

ベルチョラリツァ(バスク語: Bertsolaritza, [berˈts̺olaɾits̻a])は、バスク語の伝統的な詩歌であるベルチョ (バスク語: bertso)を作り歌うこと。ベルチョを作り歌う即興詩歌人のことをベルチョラリ(バスク語: Bertsolari)と呼ぶ。スペインとフランスにまたがるバスク地方の伝統的文化である。バスク語のベルチョはカスティーリャ語で韻文詩を表すベルソ(verso)に相当する。スールではベルチョラリではなくコブラカリ（二連句を作る人）と呼ばれる。

## 定義
ベルチョには書かれるベルチョと歌われるベルチョの2種類がある。書かれるベルチョは定型詩の一種であり、一定の拍ごとに脚韻を踏んだ文章として書かれる。歌われるベルチョは伝統的な旋律に乗せた即興歌の一種であり、競技会、パーティ、バルなどで披露される、バスク人の生活に深く根付いた文化である。現代の著名なベルチョラリであるシャビエル・アムリサはベルチョを以下のように定義している。
| バスク語               | 英語訳                     | 日本語訳               |
| ---------------------- | -------------------------- | ---------------------- |
| Neurriz eta errimaz    | Through metre and rhyme    | 韻律や脚韻を通じて     |
| kantatzea itza         | to sing the word           | 言葉を歌うこと         |
| orra or zer kirol mota | that is what kind of sport | それが娯楽の一種の     |
| den bertlaritza        | the bertsolaritza is.      | ベルチョラリツァである |

## 構造
ベルチョは10行か8行からなり、奇数行と偶数行の2行を1連とし、偶数行で脚韻を踏む。1連の拍数は7拍・6拍か10拍・8拍であり、行数と拍数の組み合わせによって4通りの基本形式がある。
| ベルチョの構造 | ベルチョの構造 | ベルチョの構造 |
| 行             | 文章           | 連             |
| -------------- | -------------- | -------------- |
| 1行目          | ○○○○○○○○○○     | 1連目          |
| 2行目          | ○○○○○○○○脚韻   | 1連目          |
| 3行目          | ○○○○○○○○○○     | 2連目          |
| 4行目          | ○○○○○○○○脚韻   | 2連目          |
| 5行目          | ○○○○○○○○○○     | 3連目          |
| 6行目          | ○○○○○○○○脚韻   | 3連目          |
| 7行目          | ○○○○○○○○○○     | 4連目          |
| 8行目          | ○○○○○○○○脚韻   | 4連目          |

| ベルチョの4つの基本形式 | ベルチョの4つの基本形式 | ベルチョの4つの基本形式 |
| 行数                    | 拍数                    | 名称                    |
| ----------------------- | ----------------------- | ----------------------- |
| 8行                     | 奇数行7拍・偶数行6拍    | ソルツィコ・チキ        |
| 8行                     | 奇数行10拍・偶数行8拍   | ソルツィコ・アンディ    |
| 10行                    | 奇数行7拍・偶数行6拍    | アマレコ・チキ          |
| 10行                    | 奇数行10拍・偶数行8拍   | アマレコ・アンディ      |

## バスク地域選手権

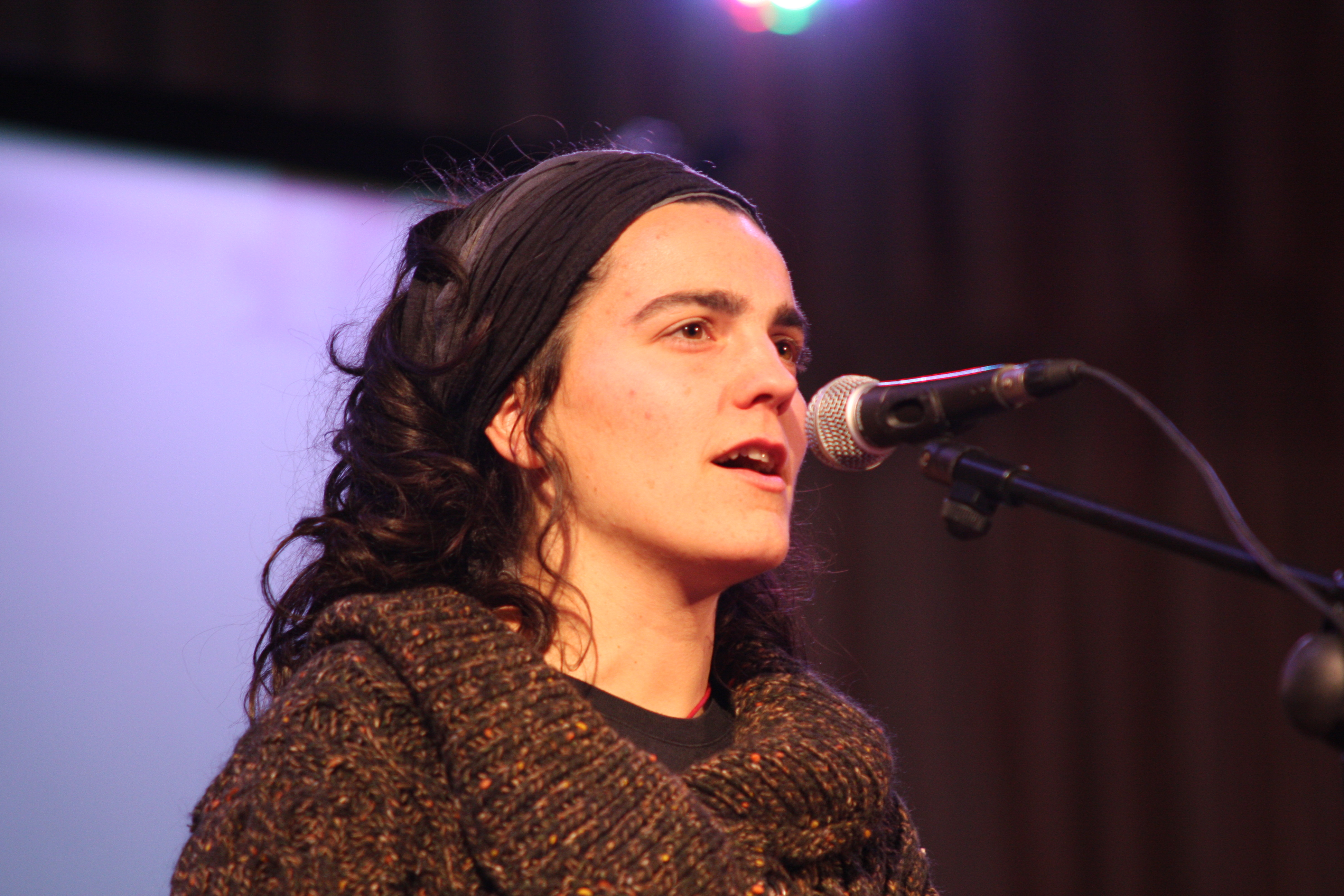
マイアレン・ルハンビオ

各県レベルの大会に加えて、1935年からバスク地方全体を対象としたバスク地域選手権が開催されている。スペイン内戦中からフランシスコ・フランコ独裁政権前期には開催が途絶えたが、1960年にバスク地域選手権が復活し、1980年代からは4年ごとに開催されている。2009年にはマイアレン・ルハンビオが女性初のバスク地域選手権優勝者となった。カッコ内は愛称である。
バスク地域選手権の歴代優勝者
- 1935年 イナシオ・エイスメンディ（バシャリ）
- 1936年 ホセ・マヌエル・ルハンビオ・レテギ（英語版）（チリタ）
- 1960年 イナシオ・エイスメンディ（バシャリ）
- 1962年 マヌエル・オライソラ（ウスタピデ）
- 1965年 マヌエル・オライソラ（ウスタピデ）
- 1967年 マヌエル・オライソラ（ウスタピデ）
- 1980年 シャビエル・アムリサ
- 1982年 シャビエル・アムリサ
- 1986年 セバスティアン・リサソ
- 1989年 ホン・ロペテギ
- 1993年 アンドニ・エガニャ
- 1997年 アンドニ・エガニャ
- 2001年 アンドニ・エガニャ
- 2005年 アンドニ・エガニャ
- 2009年 マイアレン・ルハンビオ

## 著名なベルチョラリ

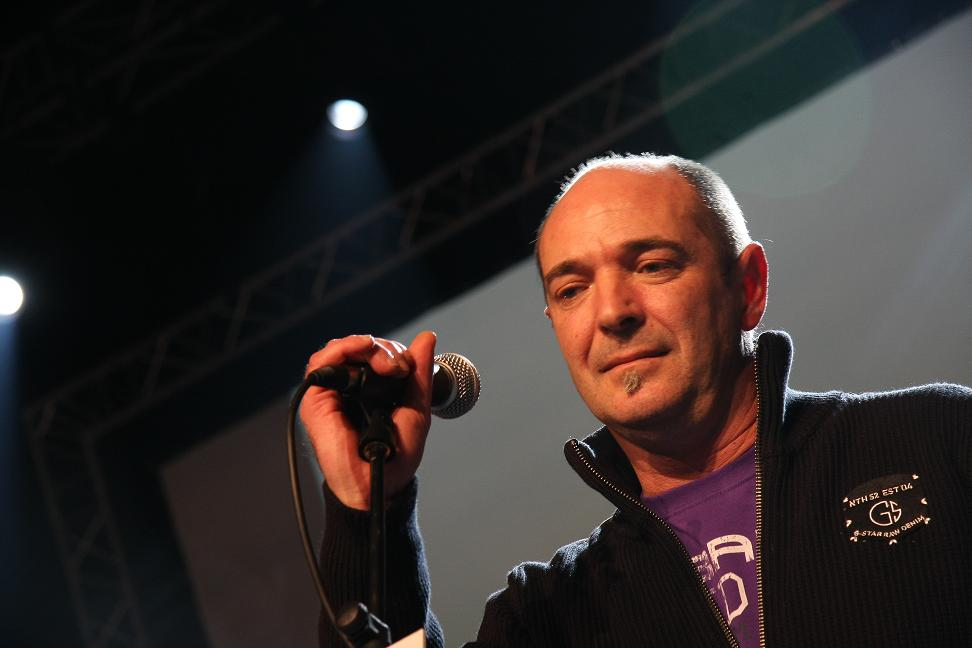
アンドニ・エガニャ

多くのベルチョラリはその愛称で知られる。愛称はバシェリ（バスク農家の家屋）の屋号に由来する場合、自身の名前に由来する場合などがある。アラバ県、ビスカヤ県、ギプスコア県、ナバーラ県の4地域はスペイン領バスク（南バスク）、ラブール、スール、バス＝ナヴァールの3地域はフランス領バスク（北バスク）である。
歴史的に著名なベルチョラリには農民が多く、書き留められる機会に恵まれなかった詩人が多い。ラブールでもっとも有名なベルチョラリであるマティン・イラボラは文字を読むことも書くこともできなかった。エチャフンが経験した悲劇をドイツの詩人アーデルベルト・フォン・シャミッソーが1829年に「バスク人エチャフンの嘆き」という四行詩19連の詩に歌い、ベルチョラリの名が世界に広まった。ボルドー大学のジャン・ハリチェリャルはエチャウンの全集の刊行と詳細な研究を行った。ホセ・マリア・イパラギーレは1830年代末の第1次カルリスタ戦争後に国外に逃れ、イタリア、フランス、イギリスを吟遊してから1851年にスペインに戻った。イパラギーレがマドリードで歌った「ゲルニカの木」はバスク人に愛され、バスク国歌のひとつとされている。

### 歴史的なベルチョラリ
- ペルナンド・アメスケタラ（英語版）（1764年-1823年 , ギプスコア県出身）
- エチャフン[5]（1786年-1862年 , スール（英語版）出身）
- ボルデル（1792年-1879年 , ナバーラ県出身）
- ビリンチュ（英語版）（1831年-1876年 , ギプスコア県出身）
- シェンペラル（1835年-1869年 , ギプスコア県出身）
- ピアレス・イバラルト（1838年-1919年 , ラブール出身）
- ペリョ・エロタ（英語版）（1840年-1919年 , ギプスコア県出身）
- オタニョ（1857年-1910年 , ギプスコア県出身）
- チリタ（英語版）（1860年-1936年 , ギプスコア県出身）
- エチャメンディ（1873年-1962年 , バス＝ナヴァール出身）
- ウリチンドラ（1878年-1942年 , ビスカヤ県出身）
- セパイ（1906年-1971年 , ギプスコア県出身）
- エチャウン＝イルリ（1908年-1979年 , スール（英語版）出身）
- ウスタピデ（1909年-1983年 , ギプスコア県出身）
- バシャリ（1913年-1999年 , ギプスコア県出身）
- マティン（1916年-1981年 , ラブール出身）
- シャルバドル（1920年-1976年 , バス＝ナヴァール出身）
- レショティ（1925年-2006年 , ギプスコア県出身）
- ラスカオ・チキ（英語版）（1926年-1993年 , ギプスコア県出身）
- シャンプン（1928年-2002年 , ラブール出身）

### 現代のベルチョラリ
- シャビエル・アムリサ（スペイン語版）（1941年- , ビスカヤ県出身）
- マニュコルタ（1943年- , ビスカヤ県出身）
- ホン・エンベイタ・エアロ（1950年- , ビスカヤ県出身）
- アンドニ・エガニャ（1961年- , ギプスコア県出身）
- ホン・マイア・ソリア（1972年- , ギプスコア県出身）
- ウナイ・イトゥリアガ・スガサ＝アルタサ（1974年- , ビスカヤ県出身）
- イゴル・エロルツァ・アラノア（1975年- , ビスカヤ県出身）
- シャビエル・シルベイラ・エチェベリア（1976年- , ナバーラ県出身）
- マイアレン・ルハンビオ・スガスティ（1976年- , ギプスコア県出身）
- アイトール・ウサンディサガ・イサギレ（1976年- , バス＝ナヴァール出身）
- オイアネ・ペレア・ペレス・デ・メンディオラ（1977年- , アラバ県出身）
- ホン・マルティン・エチェベステ（1981年- , ギプスコア県出身）
- アメツ・アルサルス・アンティア（1983年- , ラブール出身）
- スストライ・コリナ・アコダレメンテリア（1983年- , ラブール出身）